# Chan Santokhi

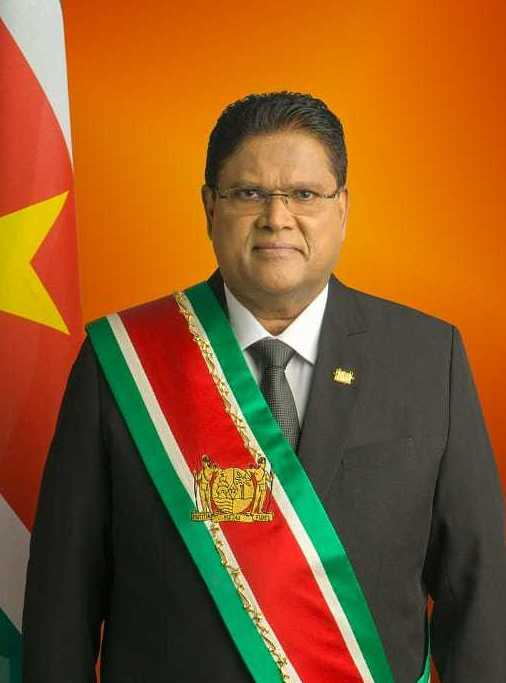
Offizielles Porträt von Chan Santokhi

Chandrikapersad Santokhi, genannt Chan (* 3. Februar 1959 in Lelydorp, Suriname), ist ein surinamischer Politiker, ehemaliger Polizeipräsident und seit 2020 Präsident von Suriname.

## Leben

### Schule, Beruf
Nach erfolgreichem Besuch der Realschule in Paramaribo studierte Santokhi von 1978 bis 1982 an der Polizeiakademie der Niederlande in Apeldoorn. Direkt nach Abschluss seines Studiums kehrte er nach Suriname zurück und begann als Polizeiinspektor in Geyersvlijt, einem Ortsteil von Paramaribo und wechselte später in den Distrikt Wanica. Im Jahre 1989 wurde er Leiter der Kriminalpolizei und 1991 wurde er zum Polizeipräsidenten ernannt.

## Politische Karriere
Bei den Wahlen vom Mai 2005 wurde Santokhi als Kandidat für die Vooruitstrevende Hervormings Partij (VHP) in das Parlament gewählt und von September 2005 bis 2010 war er Justizminister im dritten Kabinett von Ronald Venetiaan. In seiner Amtszeit setzte er sich für ein hartes Vorgehen gegen den Drogenhandel ein.
Seit den Parlamentswahlen vom 25. Mai 2010 ist er Abgeordneter für die Oppositionspartei, VHP. Nach den Wahlen vom 25. Mai 2015 zog er erneut als einer von insgesamt neun Abgeordneten der VHP in das Parlament ein. Bei den Wahlen vom 25. Mai 2020 wurde die VHP mit ihrem Präsidentschaftskandidaten Santokhi stärkste Kraft in der Nationalversammlung von Suriname.

### Parteivorsitzender
Nach dem Rücktritt von Ramdien Sardjoe wurde Santokhi im Juli 2011 zum neuen Vorsitzenden der VHP gewählt. Santokhi wurde am 29. Mai 2022 zum dritten Mal im Amt bestätigt.

## CICAD
Im Jahre 1995 wurde Santokhi der offizielle Vertreter für Suriname in der Comisión Interamericana para el Control del Abuso de Drogas (CICAD). Die CICAD ist eine autonome Einrichtung der Organisation Amerikanischer Staaten, die die Drogenpolitik der westlichen Hemisphäre koordiniert. Für diese Organisation war er von 2009 bis 2010 Vizevorsitzender und am 6. Dezember 2010 wurde er für ein Jahr zum Vorsitzenden der CICAD gewählt.

## Präsident
Am 13. Juli 2020 wurde in einer Sondersitzung der Nationalversammlung von Suriname (DNA) Chan Santokhi zum Präsidenten und Ronnie Brunswijk zum Vizepräsidenten von Suriname gewählt.
Die Sitzung wurde durch Brunswijk in seiner Funktion als Parlamentsvorsitzender eröffnet und er übertrug die Leitung der DNA zur Durchführung der Wahl an den Vizevorsitzenden des Parlaments Dew Sharman. Da keine Gegenkandidaten vorhanden waren, reichte die in der DNA anwesende qualifizierte Mehrheit zur Wahl per Akklamation.
Nachdem festgestellt wurde, dass die Kandidatur auf korrekte Weise erfolgt war und die erforderlichen Dokumente vorlagen, erklärte Sharman, dass Santokhi zum Präsidenten und Brunswijk zum Vizepräsidenten gewählt sind.
Die Inauguration von Präsident Chan Santokhi sowie des Vizepräsidenten Ronnie Brunswijk erfolgte am 16. Juli 2020 in Paramaribo. Im Anschluss wurde sein Kabinett ins Amt eingeführt.